# 연서로
연서로(延曙路)는 서울특별시 은평구 신사동 신사오거리와 진관동 입곡삼거리를 잇는 서울특별시의 도로이다.

## 연혁
- 1970년대 : 불광천의 상류 부분 일부를 복개하여 건설
- 2005년 : 기자촌 ~ 입곡삼거리간 도로 개통
- 2009년 : 은평뉴타운 개발로 진관동 일대 도로 이설
- 2010년 4월 22일 : 도로명을 연서로로 고시

## 주요 경유지
서울특별시
- 은평구(신사동 · 역촌동 · 갈현동 · 불광동 · 진관동)

## 노선
| 이름                | 접속 노선                           | 소재지     | 소재지 | 비고              |
| ------------------- | ----------------------------------- | ---------- | ------ | ----------------- |
| 신사오거리          | 국도 제1호선 (증산로) 은평로 진흥로 | 서울특별시 | 은평구 | 국도 제1호선 구간 |
| 역말사거리          | 역말로                              | 서울특별시 | 은평구 | 국도 제1호선 구간 |
| 구산역 교차로       | 서오릉로                            | 서울특별시 | 은평구 | 국도 제1호선 구간 |
| 연신내역 교차로     | 국도 제1호선 (통일로)               | 서울특별시 | 은평구 | 국도 제1호선 구간 |
| 불광지구대          | 연서로34길 연서로35길               | 서울특별시 | 은평구 |                   |
| 연신초교삼거리      | 불광로                              | 서울특별시 | 은평구 |                   |
| 메뚜기다리          |                                     | 서울특별시 | 은평구 |                   |
| 폭포동입구 교차로   | 진관1로                             | 서울특별시 | 은평구 |                   |
| 기자촌사거리        | 진관2로 연서로46길                  | 서울특별시 | 은평구 |                   |
| 제각말아파트교차로  | 연서로48길                          | 서울특별시 | 은평구 |                   |
| 진관사입구 교차로   | 진관길                              | 서울특별시 | 은평구 |                   |
| 삼천리골입구 교차로 | 연서로54길                          | 서울특별시 | 은평구 |                   |
| 진관천교            |                                     | 서울특별시 | 은평구 |                   |
| 입곡삼거리          | 북한산로                            | 서울특별시 | 은평구 |                   |

## 주요 건물 및 시설
- 역촌동주민센터 (서울특별시 은평구 연서로 59)
- 역촌파출소 (서울특별시 은평구 연서로 61)
- 예일초등학교, 예일여자중학교, 예일여자고등학교, 예일디자인고등학교 (서울특별시 은평구 연서로 117)
- 구산역 (서울특별시 은평구 연서로 지하137-1)
- 불광지구대 (서울특별시 은평구 연서로 290)
- 서울연신내우체국 (서울특별시 은평구 연서로 306)
- 서울연신초등학교 (서울특별시 은평구 연서로 347)
- 서울은평경찰서 (서울특별시 은평구 연서로 365)
- 은평노인종합복지관 (서울특별시 은평구 연서로 415)
- 하나고등학교 (서울특별시 은평구 연서로 535)

## 사진

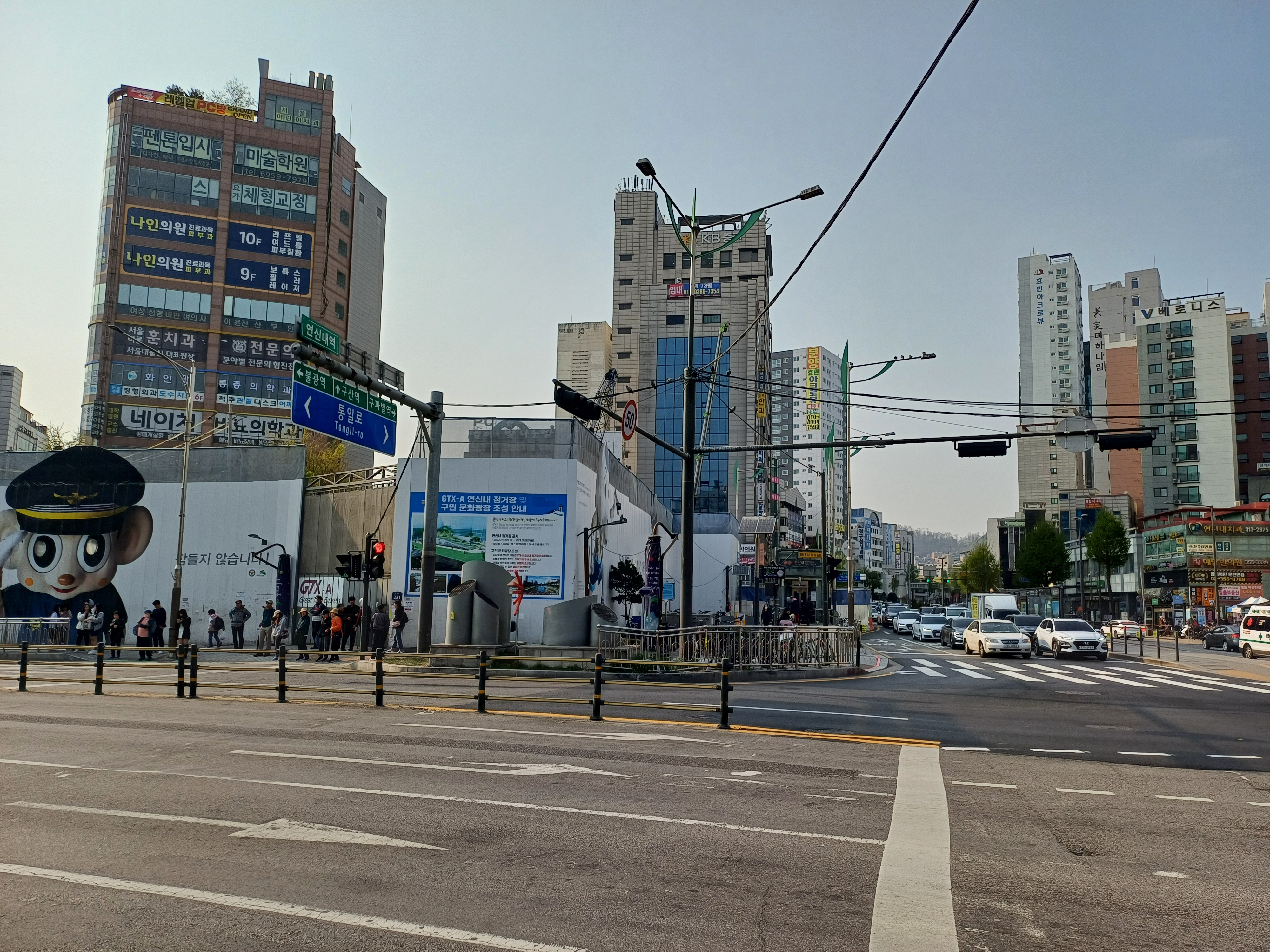
연신내역 교차로